# Suzusho
Suzusho Co., Ltd. (japonés: 株式会社鈴商, romanizado: Kabushikigaisha Suzushō) era un fabricante de automóviles japonés con sede en la ciudad de Nagoya, prefectura de Aichi.

## Descripción

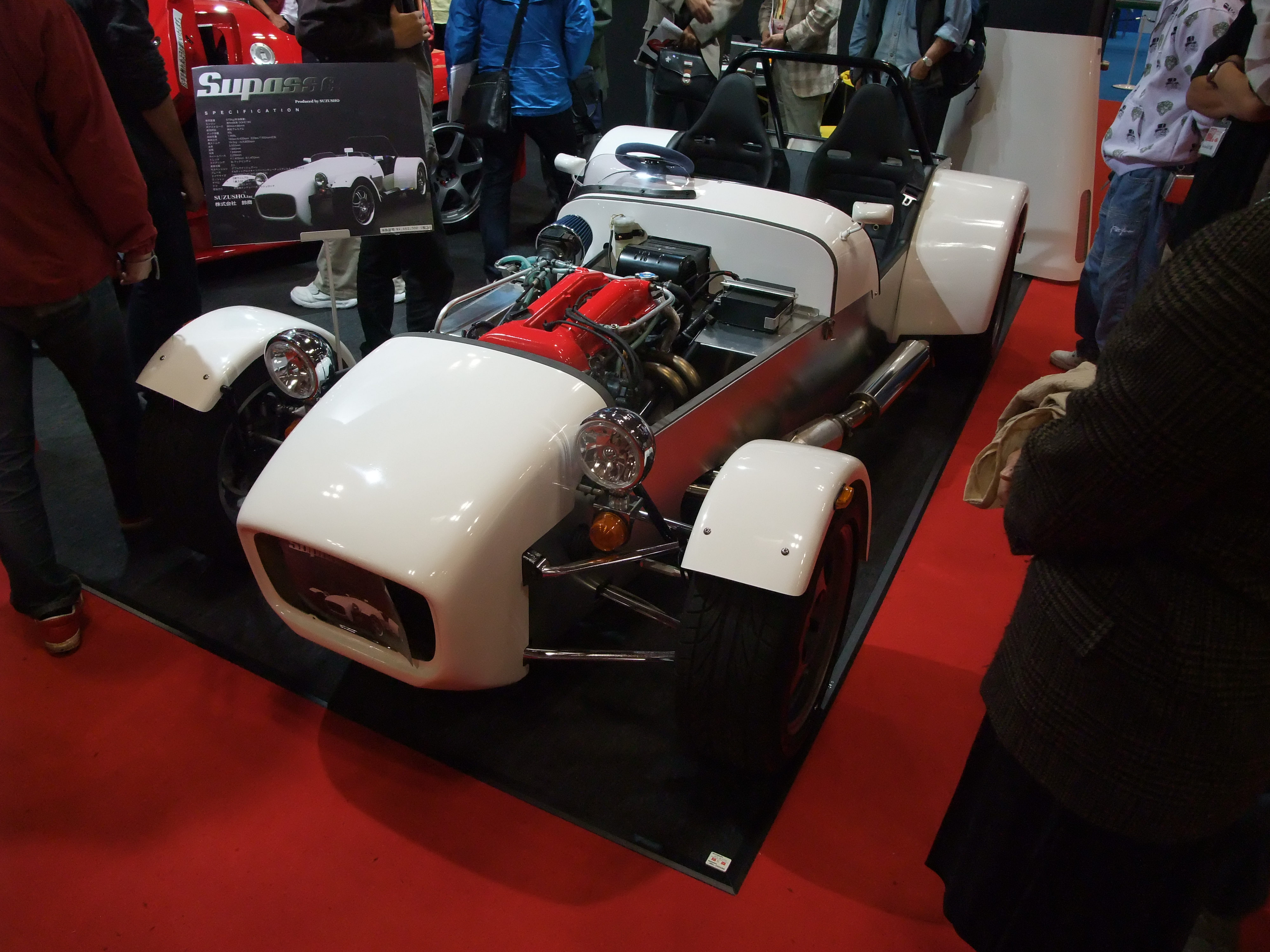
Suzusho Supasse

Establecida en 1973 como Suzuwa Insurance, se dedicaba a negocios de seguros. 3 años más tarde, fundó "My Car Center Suzuwa", una empresa de venta de automóviles, y al año siguiente, el nombre de la empresa se cambió a "Suzusho". La ubicación de la empresa en ese momento era 3-2115 Umemorizaka, Meito-ku, Nagoya, Prefectura de Aichi.

La empresa vendía principalmente piezas de automóviles en línea, automóviles usados, tanto de calle como de carreras. También era distribuidor oficial del fabricante de bujías Champion y del fabricante de pastillas de freno Ferodo. También importaban y vendían coches deportivos y Birkin (en: Birkin Cars), una compañía sudafricana que fabrica réplicas del Lotus Seven.

En 2004, Suzusho recibió la aprobación del Ministerio de Tierra, Infraestructura, Transporte y Turismo (en: Ministry of Land, Infrastructure, Transport and Tourism, MLIT) como fabricante de automóviles, obtuvo permiso para fabricar y vender automóviles en el país y comenzó a fabricar y vender el automóvil deportivo "Supasse" (jp: 鈴商・スパッセ). Además, en 2009 la compañía expuso por primera vez en el Salón del Automóvil de Tokio el Supasse de carrocería abierta y el Supasse V de carrocería cerrada. La diferencia entre ambos modelos es que el primero es una réplica local del Lotus Seven con un motor Nissan SR20DE, mientras que el otro es un deportivo de diseño original y motor central con un motor Mazda L3-VDT. El diseño del Supasse V corrió a cargo de Kenji Mimura, el mismo hombre responsable de dar forma al Dome Zero en la década de 1970 y los automóviles construidos por Le Mans Co. en la década de 1980.

Sin embargo, en julio de 2011, Suzusho anunció que cerraría el día 9 del mismo mes. No hubo ningún anuncio oficial por parte de la compañía sobre el motivo de la suspensión o los planes futuros. En 2020 ya se había construido una funeraria en el lugar donde se encontraba la empresa y parece que esta ha desaparecido por completo como sociedad anónima.

## Línea del tiempo
- 1973 - Se funda Suzuwa Insurance.
- 1976 - Se funda My Car Center Suzuwa.
- 1977 - Se funda Suzusho Co., Ltd.
- 1978 - Se unió a la Asociación de Importadores Extranjeros de Automóviles (FAIA).
- 1986 - El capital aumentó a 10 millones de yenes, se unió a la Asociación de Comercio y Ventas de Automóviles de la Prefectura de Aichi y a la Asociación Extranjera de Mantenimiento de Automóviles.
- 2000 - El capital aumentó a 30 millones de yenes.
- 2004 - Comienzan las ventas del deportivo "Supasse", una réplica del Lotus Seven con motor Nissan.
- 2009 - Se anunció el deportivo "Supasse V" de motor central en el Salón del Automóvil de Tokio. A diferencia del Supasse, el motor es fabricado por Mazda.
- 2011 - La empresa cierra sus puertas